# Arqueologia funerária

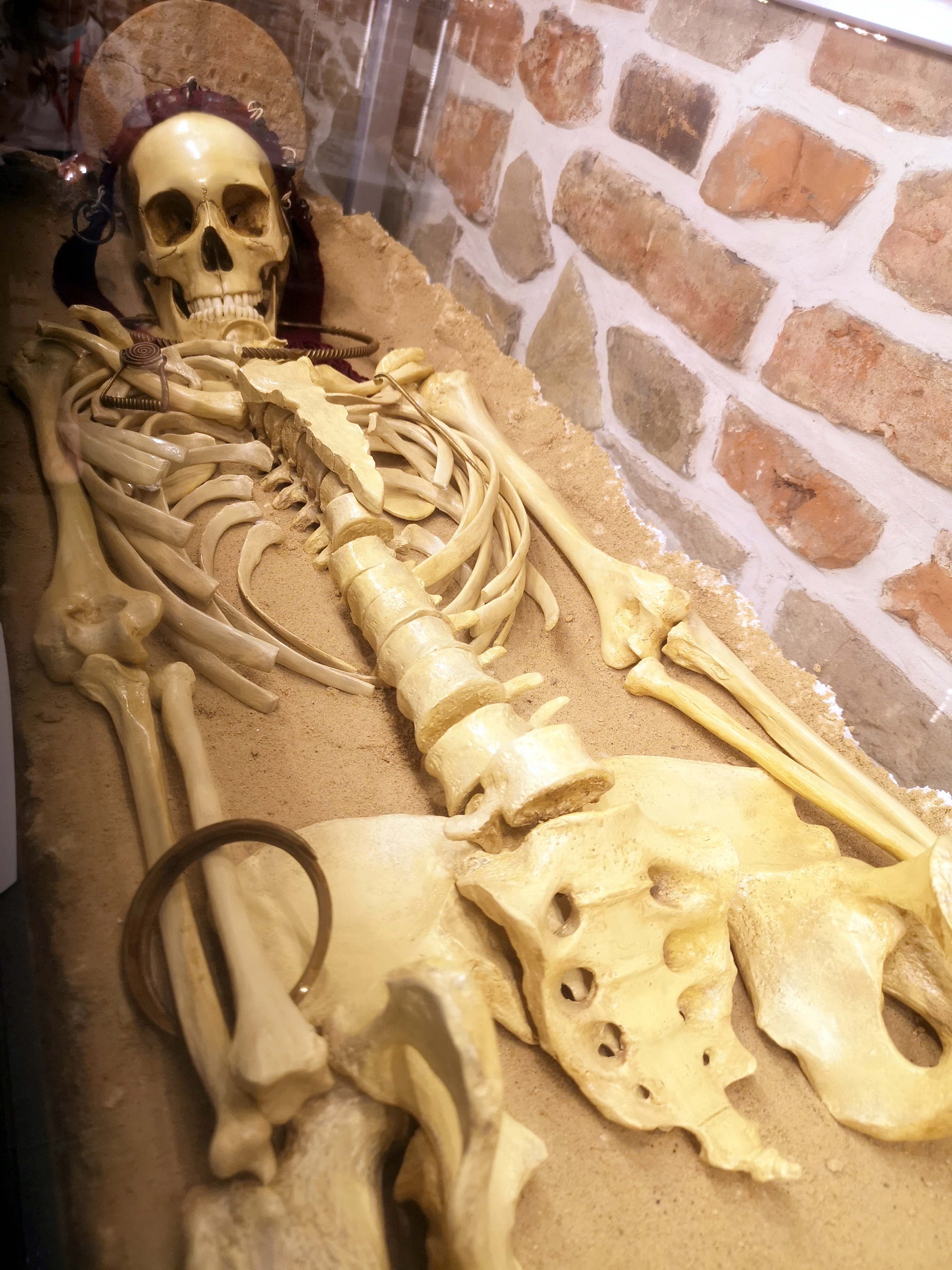
Sepultamento esquelético, fase clássica da cultura Lusaciana, Cracóvia

A arqueologia funerária é uma subdisciplina da arqueologia que se dedica ao estudo das práticas relacionadas à morte e ao enterro de indivíduos em diversas culturas ao longo da história. Esse campo investiga os contextos funerários, os rituais associados, os artefatos funerários e os restos humanos, buscando compreender as crenças, valores sociais e estruturas culturais das sociedades passadas.

## Métodos e Abordagens
A arqueologia funerária utiliza uma variedade de métodos para analisar os contextos funerários, incluindo:
- Escavação de sepulturas: remoção cuidadosa de restos humanos e artefatos associados para análise posterior.
- Análise osteológica: exame dos ossos para determinar idade, sexo, saúde, dieta e causas de morte.[2]
- Estudo de artefatos funerários: análise de objetos como cerâmicas, joias e ferramentas, que fornecem pistas sobre crenças espirituais e status social.
- Análise isotópica: investigação da mobilidade e dieta através de assinaturas químicas em dentes e ossos.[3]
- Estudo de paisagens funerárias: análise de cemitérios e monumentos para entender práticas sociais e cosmovisões.

## Exemplos Notáveis
- Wari Kayan (Peru): sítio arqueológico da cultura Paracas com múmias em fardos funerários e artefatos preciosos, revelando complexas práticas mortuárias.[4]

- Phourni (Creta): necrópole minoana com tumbas ricamente decoradas, incluindo anéis de ouro e selos que indicam crenças elaboradas sobre a vida após a morte.[5]

- Cemitério romano de Holborn (Londres): descoberta de uma cama funerária romana desmontada em 2024, indicando práticas sofisticadas relacionadas à morte.[6]

## Importância Cultural e Científica
A arqueologia funerária desempenha um papel essencial na compreensão das sociedades antigas, revelando informações sobre as estruturas familiares, crenças religiosas, papel da mulher, e status social. Ao documentar mudanças nas práticas mortuárias ao longo do tempo, é possível entender transformações culturais e históricas.